# Lijst van afleveringen van 24

Logo van 24

Wat volgt is een lijst met afleveringen van de Amerikaanse televisieserie 24. De serie telt tot nu toe negen seizoenen. Een overzicht van alle afleveringen is hieronder te vinden.

## Seizoen 1
| #  | Titel aflevering      | Uitzenddatum VS  | Uitzenddatum Nederland |
| -- | --------------------- | ---------------- | ---------------------- |
| 1  | 12:00 a.m.-1:00 a.m.  | 6 november 2001  | 3 september 2002       |
| 2  | 1:00 a.m.-2:00 a.m.   | 13 november 2001 | 10 september 2002      |
| 3  | 2:00 a.m.-3:00 a.m.   | 20 november 2001 | 17 september 2002      |
| 4  | 3:00 a.m.-4:00 a.m.   | 27 november 2001 | 24 september 2002      |
| 5  | 4:00 a.m.-5:00 a.m.   | 11 december 2001 | 1 oktober 2002         |
| 6  | 5:00 a.m.-6:00 a.m.   | 18 december 2001 | 8 oktober 2002         |
| 7  | 6:00 a.m.-7:00 a.m.   | 8 januari 2002   | 15 oktober 2002        |
| 8  | 7:00 a.m.-8:00 a.m.   | 15 januari 2002  | 22 oktober 2002        |
| 9  | 8:00 a.m.-9:00 a.m.   | 22 januari 2002  | 29 oktober 2002        |
| 10 | 9:00 a.m.-10:00 a.m.  | 5 februari 2002  | 5 november 2002        |
| 11 | 10:00 a.m.-11:00 a.m. | 12 februari 2002 | 12 november 2002       |
| 12 | 11:00 a.m.-12:00 p.m. | 19 februari 2002 | 19 november 2002       |
| 13 | 12:00 p.m.-1:00 p.m.  | 26 februari 2002 | 26 november 2002       |
| 14 | 1:00 p.m.-2:00 p.m.   | 5 maart 2002     | 3 december 2002        |
| 15 | 2:00 p.m.-3:00 p.m.   | 12 maart 2002    | 10 december 2002       |
| 16 | 3:00 p.m.-4:00 p.m.   | 19 maart 2002    | 17 december 2002       |
| 17 | 4:00 p.m.-5:00 p.m.   | 26 maart 2002    | 24 december 2002       |
| 18 | 5:00 p.m.-6:00 p.m.   | 2 april 2002     | 7 januari 2003         |
| 19 | 6:00 p.m.-7:00 p.m.   | 9 april 2002     | 14 januari 2003        |
| 20 | 7:00 p.m.-8:00 p.m.   | 16 april 2002    | 21 januari 2003        |
| 21 | 8:00 p.m.-9:00 p.m.   | 23 april 2002    | 28 januari 2003        |
| 22 | 9:00 p.m.-10:00 p.m.  | 7 mei 2002       | 4 februari 2003        |
| 23 | 10:00 p.m.-11:00 p.m. | 14 mei 2002      | 11 februari 2003       |
| 24 | 11:00 p.m.-12:00 a.m. | 21 mei 2002      | 18 februari 2003       |

## Seizoen 2
| #  | Titel aflevering             | Uitzenddatum VS  |
| -- | ---------------------------- | ---------------- |
| 1  | Day 2: 8:00 a.m.-9:00 a.m.   | 29 oktober 2002  |
| 2  | Day 2: 9:00 a.m.-10:00 a.m.  | 5 november 2002  |
| 3  | Day 2: 10:00 a.m.-11:00 a.m. | 12 november 2002 |
| 4  | Day 2: 11:00 a.m.-12:00 p.m. | 19 november 2002 |
| 5  | Day 2: 12:00 p.m.-1:00 p.m.  | 26 november 2002 |
| 6  | Day 2: 1:00 p.m.-2:00 p.m.   | 3 december 2002  |
| 7  | Day 2: 2:00 p.m.-3:00 p.m.   | 10 december 2002 |
| 8  | Day 2: 3:00 p.m.-4:00 p.m.   | 17 december 2002 |
| 9  | Day 2: 4:00 p.m.-5:00 p.m.   | 14 januari 2003  |
| 10 | Day 2: 5:00 p.m.-6:00 p.m.   | 21 januari 2003  |
| 11 | Day 2: 6:00 p.m.-7:00 p.m.   | 4 februari 2003  |
| 12 | Day 2: 7:00 p.m.-8:00 p.m.   | 11 februari 2003 |
| 13 | Day 2: 8:00 p.m.-9:00 p.m.   | 18 februari 2003 |
| 14 | Day 2: 9:00 p.m.-10:00 p.m.  | 25 februari 2003 |
| 15 | Day 2: 10:00 p.m.-11:00 p.m. | 4 maart 2003     |
| 16 | Day 2: 11:00 p.m.-12:00 a.m. | 25 maart 2003    |
| 17 | Day 2: 12:00 a.m.-1:00 a.m.  | 1 april 2003     |
| 18 | Day 2: 1:00 a.m.-2:00 a.m.   | 8 april 2003     |
| 19 | Day 2: 2:00 a.m.-3:00 a.m.   | 15 april 2003    |
| 20 | Day 2: 3:00 a.m.-4:00 a.m.   | 22 april 2003    |
| 21 | Day 2: 4:00 a.m.-5:00 a.m.   | 29 april 2003    |
| 22 | Day 2: 5:00 a.m.-6:00 a.m.   | 6 mei 2003       |
| 23 | Day 2: 6:00 a.m.-7:00 a.m.   | 13 mei 2003      |
| 24 | Day 2: 7:00 a.m.-8:00 a.m.   | 20 mei 2003      |

## Seizoen 3
| #  | Titel aflevering             | Uitzenddatum VS  |
| -- | ---------------------------- | ---------------- |
| 1  | Day 3: 1:00 p.m.-2:00 p.m.   | 28 oktober 2003  |
| 2  | Day 3: 2:00 p.m.-3:00 p.m.   | 4 november 2003  |
| 3  | Day 3: 3:00 p.m.-4:00 p.m.   | 11 november 2003 |
| 4  | Day 3: 4:00 p.m.-5:00 p.m.   | 18 november 2003 |
| 5  | Day 3: 5:00 p.m.-6:00 p.m.   | 25 november 2003 |
| 6  | Day 3: 6:00 p.m.-7:00 p.m.   | 2 december 2003  |
| 7  | Day 3: 7:00 p.m.-8:00 p.m.   | 9 december 2003  |
| 8  | Day 3: 8:00 p.m.-9:00 p.m.   | 16 december 2003 |
| 9  | Day 3: 9:00 p.m.-10:00 p.m.  | 6 januari 2004   |
| 10 | Day 3: 10:00 p.m.-11:00 p.m. | 13 januari 2004  |
| 11 | Day 3: 11:00 p.m.-12:00 a.m. | 27 januari 2004  |
| 12 | Day 3: 12:00 a.m.-1:00 a.m.  | 3 februari 2004  |
| 13 | Day 3: 1:00 a.m.-2:00 a.m.   | 10 februari 2004 |
| 14 | Day 3: 2:00 a.m.-3:00 a.m.   | 17 februari 2004 |
| 15 | Day 3: 3:00 a.m.-4:00 a.m.   | 24 februari 2004 |
| 16 | Day 3: 4:00 a.m.-5:00 a.m.   | 30 maart 2004    |
| 17 | Day 3: 5:00 a.m.-6:00 a.m.   | 6 april 2004     |
| 18 | Day 3: 6:00 a.m.-7:00 a.m.   | 18 april 2004    |
| 19 | Day 3: 7:00 a.m.-8:00 a.m.   | 20 april 2004    |
| 20 | Day 3: 8:00 a.m.-9:00 a.m.   | 27 april 2004    |
| 21 | Day 3: 9:00 a.m.-10:00 a.m.  | 4 mei 2004       |
| 22 | Day 3: 10:00 a.m.-11:00 a.m. | 11 mei 2004      |
| 23 | Day 3: 11:00 a.m.-12:00 p.m. | 18 mei 2004      |
| 24 | Day 3: 12:00 p.m.-1:00 p.m.  | 25 mei 2004      |

## Seizoen 4
| #  | Titel aflevering             | Uitzenddatum VS  |
| -- | ---------------------------- | ---------------- |
| 1  | Day 4: 7:00 a.m.-8:00 a.m.   | 9 januari 2005   |
| 2  | Day 4: 8:00 a.m.-9:00 a.m.   | 9 januari 2005   |
| 3  | Day 4: 9:00 a.m.-10:00 a.m.  | 10 januari 2005  |
| 4  | Day 4: 10:00 a.m.-11:00 a.m. | 10 januari 2005  |
| 5  | Day 4: 11:00 a.m.-12:00 p.m. | 17 januari 2005  |
| 6  | Day 4: 12:00 p.m.-1:00 p.m.  | 24 januari 2005  |
| 7  | Day 4: 1:00 p.m.-2:00 p.m.   | 31 januari 2005  |
| 8  | Day 4: 2:00 p.m.-3:00 p.m.   | 7 februari 2005  |
| 9  | Day 4: 3:00 p.m.-4:00 p.m.   | 14 februari 2005 |
| 10 | Day 4: 4:00 p.m.-5:00 p.m.   | 21 februari 2005 |
| 11 | Day 4: 5:00 p.m.-6:00 p.m.   | 28 februari 2005 |
| 12 | Day 4: 6:00 p.m.-7:00 p.m.   | 7 maart 2005     |
| 13 | Day 4: 7:00 p.m.-8:00 p.m.   | 14 maart 2005    |
| 14 | Day 4: 8:00 p.m.-9:00 p.m.   | 21 maart 2005    |
| 15 | Day 4: 9:00 p.m.-10:00 p.m.  | 28 maart 2005    |
| 16 | Day 4: 10:00 p.m.-11:00 p.m. | 4 april 2005     |
| 17 | Day 4: 11:00 p.m.-12:00 a.m. | 11 april 2005    |
| 18 | Day 4: 12:00 a.m.-1:00 a.m.  | 18 april 2005    |
| 19 | Day 4: 1:00 a.m.-2:00 a.m.   | 25 april 2005    |
| 20 | Day 4: 2:00 a.m.-3:00 a.m.   | 2 mei 2005       |
| 21 | Day 4: 3:00 a.m.-4:00 a.m.   | 9 mei 2005       |
| 22 | Day 4: 4:00 a.m.-5:00 a.m.   | 16 mei 2005      |
| 23 | Day 4: 5:00 a.m.-6:00 a.m.   | 23 mei 2005      |
| 24 | Day 4: 6:00 a.m.-7:00 a.m.   | 23 mei 2005      |

## Seizoen 5
| #  | Titel aflevering             | Uitzenddatum VS  | Uitzenddatum Nederland | Uitzenddatum Vlaanderen |
| -- | ---------------------------- | ---------------- | ---------------------- | ----------------------- |
| 1  | Day 5: 7:00 a.m.-8:00 a.m.   | 15 januari 2006  | 23 september 2006      | 7 januari 2007          |
| 2  | Day 5: 8:00 a.m.-9:00 a.m.   | 15 januari 2006  | 23 september 2006      | 7 januari 2007          |
| 3  | Day 5: 9:00 a.m.-10:00 a.m.  | 16 januari 2006  | 30 september 2006      | 14 januari 2007         |
| 4  | Day 5: 10:00 a.m.-11:00 a.m. | 16 januari 2006  | 30 september 2006      | 14 januari 2007         |
| 5  | Day 5: 11:00 a.m.-12:00 p.m. | 23 januari 2006  | 7 oktober 2006         | 21 januari 2007         |
| 6  | Day 5: 12:00 p.m.-1:00 p.m.  | 30 januari 2006  | 7 oktober 2006         | 21 januari 2007         |
| 7  | Day 5: 1:00 p.m.-2:00 p.m.   | 6 februari 2006  | 14 oktober 2006        | 28 januari 2007         |
| 8  | Day 5: 2:00 p.m.-3:00 p.m.   | 13 februari 2006 | 14 oktober 2006        | 28 januari 2007         |
| 9  | Day 5: 3:00 p.m.-4:00 p.m.   | 20 februari 2006 | 21 oktober 2006        | 4 februari 2007         |
| 10 | Day 5: 4:00 p.m.-5:00 p.m.   | 27 februari 2006 | 21 oktober 2006        | 4 februari 2007         |
| 11 | Day 5: 5:00 p.m.-6:00 p.m.   | 6 maart 2006     | 28 oktober 2006        | 11 februari 2007        |
| 12 | Day 5: 6:00 p.m.-7:00 p.m.   | 6 maart 2006     | 28 oktober 2006        | 11 februari 2007        |
| 13 | Day 5: 7:00 p.m.-8:00 p.m.   | 13 maart 2006    | 4 november 2006        | 18 februari 2007        |
| 14 | Day 5: 8:00 p.m.-9:00 p.m.   | 20 maart 2006    | 4 november 2006        | 18 februari 2007        |
| 15 | Day 5: 9:00 p.m.-10:00 p.m.  | 27 maart 2006    | 11 november 2006       | 25 februari 2007        |
| 16 | Day 5: 10:00 p.m.-11:00 p.m. | 3 april 2006     | 11 november 2006       | 25 februari 2007        |
| 17 | Day 5: 11:00 p.m.-12:00 a.m. | 10 april 2006    | 18 november 2006       | 4 maart 2007            |
| 18 | Day 5: 12:00 a.m.-1:00 a.m.  | 17 april 2006    | 25 november 2006       | 4 maart 2007            |
| 19 | Day 5: 1:00 a.m.-2:00 a.m.   | 24 april 2006    | 2 december 2006        | 11 maart 2007           |
| 20 | Day 5: 2:00 a.m.-3:00 a.m.   | 1 mei 2006       | 9 december 2006        | 11 maart 2007           |
| 21 | Day 5: 3:00 a.m.-4:00 a.m.   | 8 mei 2006       | 16 december 2006       | 18 maart 2007           |
| 22 | Day 5: 4:00 a.m.-5:00 a.m.   | 15 mei 2006      | 23 december 2006       | 18 maart 2007           |
| 23 | Day 5: 5:00 a.m.-6:00 a.m.   | 22 mei 2006      | 30 december 2006       | 25 maart 2007           |
| 24 | Day 5: 6:00 a.m.-7:00 a.m.   | 22 mei 2006      | 6 januari 2007         | 25 maart 2007           |

## Seizoen 6
| #  | Titel aflevering             | Uitzenddatum VS  | Uitzenddatum Nederland | Uitzenddatum Vlaanderen |
| -- | ---------------------------- | ---------------- | ---------------------- | ----------------------- |
| 1  | Day 6: 6:00 a.m.-7:00 a.m.   | 14 januari 2007  | 6 mei 2007             | 23 september 2007       |
| 2  | Day 6: 7:00 a.m.-8:00 a.m.   | 14 januari 2007  | 13 mei 2007            | 23 september 2007       |
| 3  | Day 6: 8:00 a.m.-9:00 a.m.   | 15 januari 2007  | 20 mei 2007            | 30 september 2007       |
| 4  | Day 6: 9:00 a.m.-10:00 a.m.  | 15 januari 2007  | 27 mei 2007            | 30 september 2007       |
| 5  | Day 6: 10:00 a.m.-11:00 p.m. | 22 januari 2007  | 3 juni 2007            | 6 oktober 2007          |
| 6  | Day 6: 11:00 a.m.-12:00 p.m. | 29 januari 2007  | 10 juni 2007]          | 6 oktober 2007          |
| 7  | Day 6: 12:00 p.m.-1:00 p.m.  | 5 februari 2007  | 17 juni 2007           | 12 oktober 2007         |
| 8  | Day 6: 1:00 p.m.-2:00 p.m.   | 12 februari 2007 | 24 juni 2007           | 12 oktober 2007         |
| 9  | Day 6: 2:00 p.m.-3:00 p.m.   | 12 februari 2007 | 1 juli 2007            | 19 oktober 2007         |
| 10 | Day 6: 3:00 p.m.-4:00 p.m.   | 19 februari 2007 | 8 juli 2007            | 19 oktober 2007         |
| 11 | Day 6: 4:00 p.m.-5:00 p.m.   | 26 februari 2007 | 15 juli 2007           | 27 oktober 2007         |
| 12 | Day 6: 5:00 p.m.-6:00 p.m.   | 5 maart 2007     | 22 juli 2007           | 27 oktober 2007         |
| 13 | Day 6: 6:00 p.m.-7:00 p.m.   | 12 maart 2007    | 29 juli 2007           |                         |
| 14 | Day 6: 7:00 p.m.-8:00 p.m.   | 19 maart 2007    | 5 augustus 2007        |                         |
| 15 | Day 6: 8:00 p.m.-9:00 p.m.   | 26 maart 2007    | 12 augustus 2007       |                         |
| 16 | Day 6: 9:00 p.m.-10:00 p.m.  | 2 april 2007     | 19 augustus 2007       |                         |
| 17 | Day 6: 10:00 p.m.-11:00 p.m. | 9 april 2007     | 26 augustus 2007       |                         |
| 18 | Day 6: 11:00 p.m.-12:00 a.m. | 16 april 2007    | 2 september 2007       |                         |
| 19 | Day 6: 12:00 a.m.-1:00 a.m.  | 23 april 2007    | 9 september 2007       |                         |
| 20 | Day 6: 1:00 a.m.-2:00 a.m.   | 30 april 2007    | 16 september 2007      |                         |
| 21 | Day 6: 2:00 a.m.-3:00 a.m.   | 7 mei 2007       | 23 september 2007      |                         |
| 22 | Day 6: 3:00 a.m.-4:00 a.m.   | 14 mei 2007      | 30 september 2007      |                         |
| 23 | Day 6: 4:00 a.m.-5:00 a.m.   | 21 mei 2007      | 7 oktober 2007         |                         |
| 24 | Day 6: 5:00 a.m.-6:00 a.m.   | 21 mei 2007      | 14 oktober 2007        |                         |

## Seizoen 7
| #  | Titel aflevering             | Uitzenddatum VS  | Uitzenddatum Nederland  |
| -- | ---------------------------- | ---------------- | ----------------------- |
| 1  | Day 7: 8:00 a.m.-9:00 a.m.   | 11 januari 2009  | zondag 31 januari 2010  |
| 2  | Day 7: 9:00 a.m.-10:00 a.m.  | 11 januari 2009  | zondag 31 januari 2010  |
| 3  | Day 7: 10:00 a.m.-11:00 a.m. | 12 januari 2009  | zondag 7 februari 2010  |
| 4  | Day 7: 11:00 a.m.-12:00 p.m. | 12 januari 2009  | zondag 7 februari 2010  |
| 5  | Day 7: 12:00 p.m.-1:00 p.m.  | 19 januari 2009  | zondag 14 februari 2010 |
| 6  | Day 7: 1:00 p.m.-2:00 p.m.   | 26 januari 2009  | zondag 14 februari 2010 |
| 7  | Day 7: 2:00 p.m.-3:00 p.m.   | 2 februari 2009  | zondag 21 februari 2010 |
| 8  | Day 7: 3:00 p.m.-4:00 p.m.   | 9 februari 2009  | zondag 21 februari 2010 |
| 9  | Day 7: 4:00 p.m.-5:00 p.m.   | 16 februari 2009 | zondag 28 februari 2010 |
| 10 | Day 7: 5:00 p.m.-6:00 p.m.   | 23 februari 2009 | zondag 28 februari 2010 |
| 11 | Day 7: 6:00 p.m.-7:00 p.m.   | 2 maart 2009     | zondag 7 maart 2010     |
| 12 | Day 7: 7:00 p.m.-8:00 p.m.   | 2 maart 2009     | zondag 7 maart 2010     |
| 13 | Day 7: 8:00 p.m.-9:00 p.m.   | 9 maart 2009     | zondag 14 maart 2010    |
| 14 | Day 7: 9:00 p.m.-10:00 p.m.  | 16 maart 2009    | zondag 14 maart 2010    |
| 15 | Day 7: 10:00 p.m.-11:00 p.m. | 23 maart 2009    | zondag 21 maart 2010    |
| 16 | Day 7: 11:00 p.m.-12:00 a.m. | 30 maart 2009    | zondag 21 maart 2010    |
| 17 | Day 7: 12:00 a.m.-1:00 a.m.  | 6 april 2009     | zondag 28 maart 2010    |
| 18 | Day 7: 1:00 a.m.-2:00 a.m.   | 13 april 2009    | zondag 28 maart 2010    |
| 19 | Day 7: 2:00 a.m.-3:00 a.m.   | 20 april 2009    | zondag 4 april 2010     |
| 20 | Day 7: 3:00 a.m.-4:00 a.m.   | 27 april 2009    | zondag 4 april 2010     |
| 21 | Day 7: 4:00 a.m.-5:00 a.m.   | 4 mei 2009       | zondag 11 april 2010    |
| 22 | Day 7: 5:00 a.m.-6:00 a.m.   | 11 mei 2009      | zondag 11 april 2010    |
| 23 | Day 7: 6:00 a.m.-7:00 a.m.   | 18 mei 2009      | zondag 18 april 2010    |
| 24 | Day 7: 7:00 a.m.-8:00 a.m.   | 18 mei 2009      | zondag 18 april 2010    |

## Seizoen 8
| #  | Titel aflevering             | Uitzenddatum VS  | Uitzenddatum Nederland   | Uitzenddatum Vlaanderen |
| -- | ---------------------------- | ---------------- | ------------------------ | ----------------------- |
| 1  | Day 8: 4:00 p.m.-5:00 p.m.   | 17 januari 2010  | zondag 29 augustus 2010  | zondag 6 juni 2010      |
| 2  | Day 8: 5:00 p.m.-6:00 p.m.   | 17 januari 2010  | zondag 29 augustus 2010  | zondag 6 juni 2010      |
| 3  | Day 8: 6:00 p.m.-7:00 p.m.   | 18 januari 2010  | zondag 5 september 2010  | zondag 13 juni 2010     |
| 4  | Day 8: 7:00 p.m.-8:00 p.m.   | 18 januari 2010  | zondag 5 september 2010  | zondag 13 juni 2010     |
| 5  | Day 8: 8:00 p.m.-9:00 p.m.   | 25 januari 2010  | zondag 12 september 2010 | zondag 20 juni 2010     |
| 6  | Day 8: 9:00 p.m.-10:00 p.m.  | 1 februari 2010  | zondag 12 september 2010 | zondag 20 juni 2010     |
| 7  | Day 8: 10:00 p.m.-11:00 p.m. | 8 februari 2010  | zondag 19 september 2010 | zondag 27 juni 2010     |
| 8  | Day 8: 11:00 p.m.-12:00 a.m. | 15 februari 2010 | zondag 19 september 2010 | zondag 27 juni 2010     |
| 9  | Day 8: 12:00 a.m.-1:00 a.m.  | 22 februari 2010 | zondag 26 september 2010 | zondag 4 juli 2010      |
| 10 | Day 8: 1:00 a.m.-2:00 a.m.   | 1 maart 2010     | zondag 26 september 2010 | zondag 4 juli 2010      |
| 11 | Day 8: 2:00 a.m.-3:00 a.m.   | 7 maart 2010     | zondag 3 oktober 2010    | zondag 11 juli 2010     |
| 12 | Day 8: 3:00 a.m.-4:00 a.m.   | 15 maart 2010    | zondag 3 oktober 2010    | zondag 11 juli 2010     |
| 13 | Day 8: 4:00 a.m.-5:00 a.m.   | 22 maart 2010    | zondag 10 oktober 2010   | zondag 18 juli 2010     |
| 14 | Day 8: 5:00 a.m.-6:00 a.m.   | 29 maart 2010    | zondag 10 oktober 2010   | zondag 18 juli 2010     |
| 15 | Day 8: 6:00 a.m.-7:00 a.m.   | 5 april 2010     | zondag 17 oktober 2010   | zondag 25 juli 2010     |
| 16 | Day 8: 7:00 a.m.-8:00 a.m.   | 5 april 2010     | zondag 17 oktober 2010   | zondag 25 juli 2010     |
| 17 | Day 8: 8:00 a.m.-9:00 a.m.   | 12 april 2010    | zondag 24 oktober 2010   | zondag 1 augustus 2010  |
| 18 | Day 8: 9:00 a.m.-10:00 a.m.  | 19 april 2010    | zondag 24 oktober 2010   | zondag 1 augustus 2010  |
| 19 | Day 8: 10:00 a.m.-11:00 a.m. | 26 april 2010    | zondag 31 oktober 2010   | zondag 8 augustus 2010  |
| 20 | Day 8: 11:00 a.m.-12:00 p.m. | 3 mei 2010       | zondag 31 oktober 2010   | zondag 8 augustus 2010  |
| 21 | Day 8: 12:00 p.m.-1:00 p.m.  | 10 mei 2010      | zondag 7 november 2010   | zondag 15 augustus 2010 |
| 22 | Day 8: 1:00 p.m.-2:00 p.m.   | 17 mei 2010      | zondag 7 november 2010   | zondag 15 augustus 2010 |
| 23 | Day 8: 2:00 p.m.-3:00 p.m.   | 24 mei 2010      | zondag 14 november 2010  | zondag 22 augustus 2010 |
| 24 | Day 8: 3:00 p.m.-4:00 p.m.   | 24 mei 2010      | zondag 14 november 2010  | zondag 22 augustus 2010 |

## 24: Live Another Day(seizoen 9)
| #  | Titel aflevering               | Uitzenddatum VS | Uitzenddatum Nederland | Uitzenddatum Vlaanderen |
| -- | ------------------------------ | --------------- | ---------------------- | ----------------------- |
| 1  | Day 9: 11:00 a.m. – 12:00 p.m. | 5 mei 2014      | 3 juli 2014            | 3 november 2014         |
| 2  | Day 9: 12:00 p.m. – 1:00 p.m.  | 5 mei 2014      | 3 juli 2014            | 10 november 2014        |
| 3  | Day 9: 1:00 p.m. – 2:00 p.m.   | 12 mei 2014     | 3 juli 2014            | 17 november 2014        |
| 4  | Day 9: 2:00 p.m. – 3:00 p.m.   | 19 mei 2014     | 10 juli 2014           | 24 november 2014        |
| 5  | Day 9: 3:00 p.m. – 4:00 p.m.   | 26 mei 2014     | 10 juli 2014           | 1 december 2014         |
| 6  | Day 9: 4:00 p.m. – 5:00 p.m.   | 2 juni 2014     | 10 juli 2014           | 8 december 2014         |
| 7  | Day 9: 5:00 p.m. – 6:00 p.m.   | 9 juni 2014     | 17 juli 2014           | 15 december 2014        |
| 8  | Day 9: 6:00 p.m. – 7:00 p.m.   | 16 juni 2014    | 17 juli 2014           | 22 december 2014        |
| 9  | Day 9: 7:00 p.m. – 8:00 p.m.   | 23 juni 2014    | 17 juli 2014           | 29 december 2014        |
| 10 | Day 9: 8:00 p.m. – 9:00 p.m.   | 30 juni 2014    | 24 juli 2014           | 5 januari 2015          |
| 11 | Day 9: 9:00 p.m. – 10:00 p.m.  | 7 juli 2014     | 24 juli 2014           | 12 januari 2015         |
| 12 | Day 9: 10:00 p.m.-11:00 a.m.   | 14 juli 2014    | 24 juli 2014           | 12 januari 2015         |